# Дик Трейси (фильм)
«Дик Трейси» (англ. Dick Tracy) — криминальный кинофильм. Экранизация комиксов Честера Гулда.

## Сюжет
1930-е, Чикаго. В городе всем заправляет банда гангстера по кличке Биг Бой Каприс (Аль Пачино), с которыми никто не может справиться, но отважный сыщик Дик Трейси бросает вызов банде. Дик Трейси — суперполицейский и фанатик своего дела, который ненавидит сидеть за столом и перекладывать бумажки, а предпочитает работать на улицах города, но он не может устоять перед своей подругой — Тэсс Трухарт (Гленн Хидли) и певичкой из кабаре — красоткой Бреслесс Махоуни (Мадонна).

## В ролях
- Уоррен Битти — Дик Трейси
- Аль Пачино — Биг Бой Каприс
- Мадонна — Бреслесс Махоуни
- Гленн Хидли — Тесс Трухарт
- Эстель Парсонс — миссис Трухарт
- Чарльз Дёрнинг — шеф Брэндон
- Чарли Корсмо — Малыш
- Маршалл Белл — полицейский
- Дастин Хоффман — Мумблес
- Джеймс Каан — Спадс Спалдони
- Джон Шак — репортёр
- Майкл Дж. Поллард — Баг Бэйли

## Награды
- Премия «Оскар»:
  - Лучшая песня к фильму (Стивен Сондхайм за песню Sooner or Later (I Always Get My Man)[англ.])
  - Лучшая работа художника-постановщика (Ричард Силберт[англ.], Рик Симпсон[англ.])
  - Лучший грим и причёски (Джон Каглион мл., Даг Декслер)
- Премия BAFTA:
  - Лучший грим (Джон Каглион мл., Даг Декслер)
  - Лучшая работа художника-постановщика (Ричард Силберт)
- American Comedy Awards:
  - Самый смешной актёр второго плана в кинофильме (Аль Пачино)
- Премия общества кинокритиков Бостона:
  - Лучшая операторская работа (Витторио Стораро)[2]
- Премия «Сатурн»:
  - Лучший грим (Джон Каглион мл., Даг Декслер, Шери Миннс)[3]